# Sociedade Esportiva Recreativa e Cultural Brasil
La Sociedade Esportiva Recreativa e Cultural Brasil, noto anche semplicemente come Brasil de Farroupilha, è una società calcistica brasiliana con sede nella città di Farroupilha, nello stato del Rio Grande do Sul.

## Storia
La Sociedade Esportiva Recreativa e Cultural Brasil è stato fondato il 19 gennaio 1939. Ha vinto il Campeonato Gaúcho Divisão de Acesso nel 1992, dopo aver sconfitto il 14 de Julho di Sant'Ana do Livramento in finale. Renato Teixeira del Brasil de Farroupilha, con 23 gol, è stato il capocannoniere del campionato.

## Palmarès

### Competizioni statali
- Campeonato Gaúcho Divisão de Acesso: 1

1992